# أحمد المثلوثي
أحمد المثلوثي (مواليد 18 ديسمبر 1989) هو سبّاح تونسي شارك في الألعاب الأولمبية الصيفية 2012 والألعاب الأولمبية الصيفية 2016.

## روابط خارجية
- أحمد المثلوثي على موقع الاتحاد الدولي للسباحة (الإنجليزية)
- أحمد المثلوثي على موقع SwimRankings.net (الإنجليزية)
- أحمد المثلوثي على موقع اللجنة الأولمبية الدولية (الإنجليزية)
- أحمد المثلوثي على موقع أوليمبيديا (الإنجليزية)